# Indigofera tenuissima
Indigofera tenuissima är en ärtväxtart som beskrevs av Ernst Meyer. Indigofera tenuissima ingår i släktet indigosläktet, och familjen ärtväxter. Inga underarter finns listade i Catalogue of Life.